# Alejandro Selkirk-sziget
Az Alejandro Selkirk sziget (spanyolul: 'Isla Alejandro Selkirk') a Csendes-óceán délkeleti részén lévő Juán Fernández-szigetek legnyugatabbi tagja. Korábbi hivatalos neve Isla Más Afuera („Külső-sziget“) volt, ami arra utal, hogy a szigetcsoport két nagyobb tagja közül ez van távolabb a dél-amerikai kontinens partjaitól. A sziget földrajzilag Dél-Amerikához, politikailag Chiléhez tartozik. 
Az állandó jelleggel nem lakott sziget 10,4 km hosszú és 7 km széles. A területe 49,5 km², amivel csekély mértékben nagyobb, mint a szigetcsoport másik fő szigete, a Robinson Crusoe-sziget (Más a Tierra). A sziget a jelenlegi nevét a skót Alexander Selkirk tengerész után kapta, akit 1704-ben az innen 160 km-re keletebbre lévő Más a Tierrán tettek ki. Az ő története szolgált Daniel Defoe számára alapul a világszerte ismertté vált regényének, a Robinson Crusoe megírásához.
A sziget keleti felén még megtalálható egy egykori börtöngyarmat 20 épülete, mely létesítmény 1909 és 1930 között működött. Eleinte 190 rabot, majd 1927 és 1930 között 160 politikai foglyot tartottak itt fogva. Az Alejandro Selkirk manapság csak 50 halász által lakott, de ők is csak a halászati szezon idején tartózkodnak a szigeten.
A szigetcsoport egésze az eróziónak csak nagyon kevés jelét mutatja. A legfiatalabb kőzetek 1-2 millió évesek. Az ovális alakú szigetet hegygerincek alkotják, melyek sziklás partfalakban végződnek. Ezek a part menti sziklafalak az 1000 méteres magasságot is elérhetik. A sziget belső területeit mély, szakadékszerű bevágások jellemzik. A sziget legmagasabb pontja az 1650 m magas Cerro de Los Inocentes.
A sziget szolgál otthonul az endemikus Juan Fernández-szigeteki tüskefarkúnak (Aphrastura masafuerae), egy a fazekasmadár-félék közé tartozó és az állományát tekintve rendkívüli mértékben veszélyeztetett madárfajnak. A vöröshátú ölyvek közé tartozó Buteo polyosoma exsul ragadozómadár csak ezen a szigeten költ. 
A szigetcsoporton belül endemikus Juan Fernández-szigeteki kolibrinek egy különálló alfaja (Sephanoides fernandensis leyboldi) él a szigeten.

Képgaléria
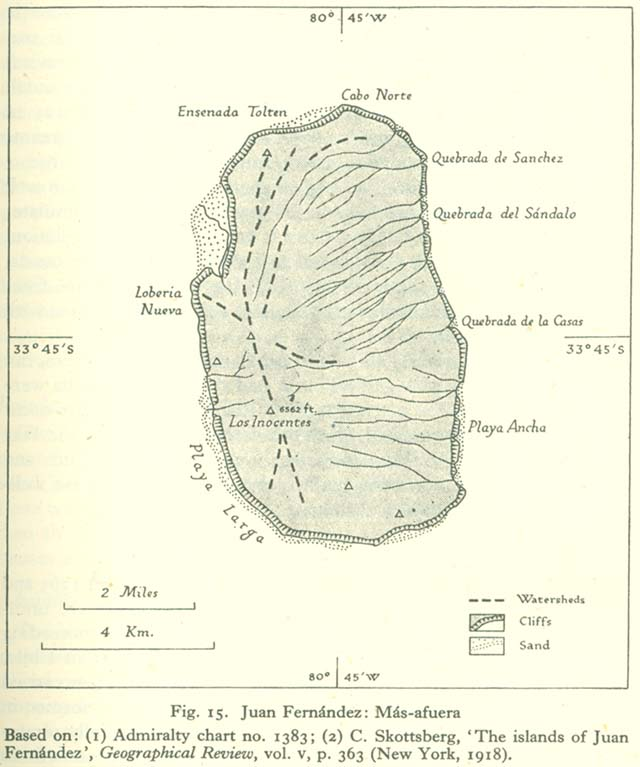
A sziget egy történelmi térképen
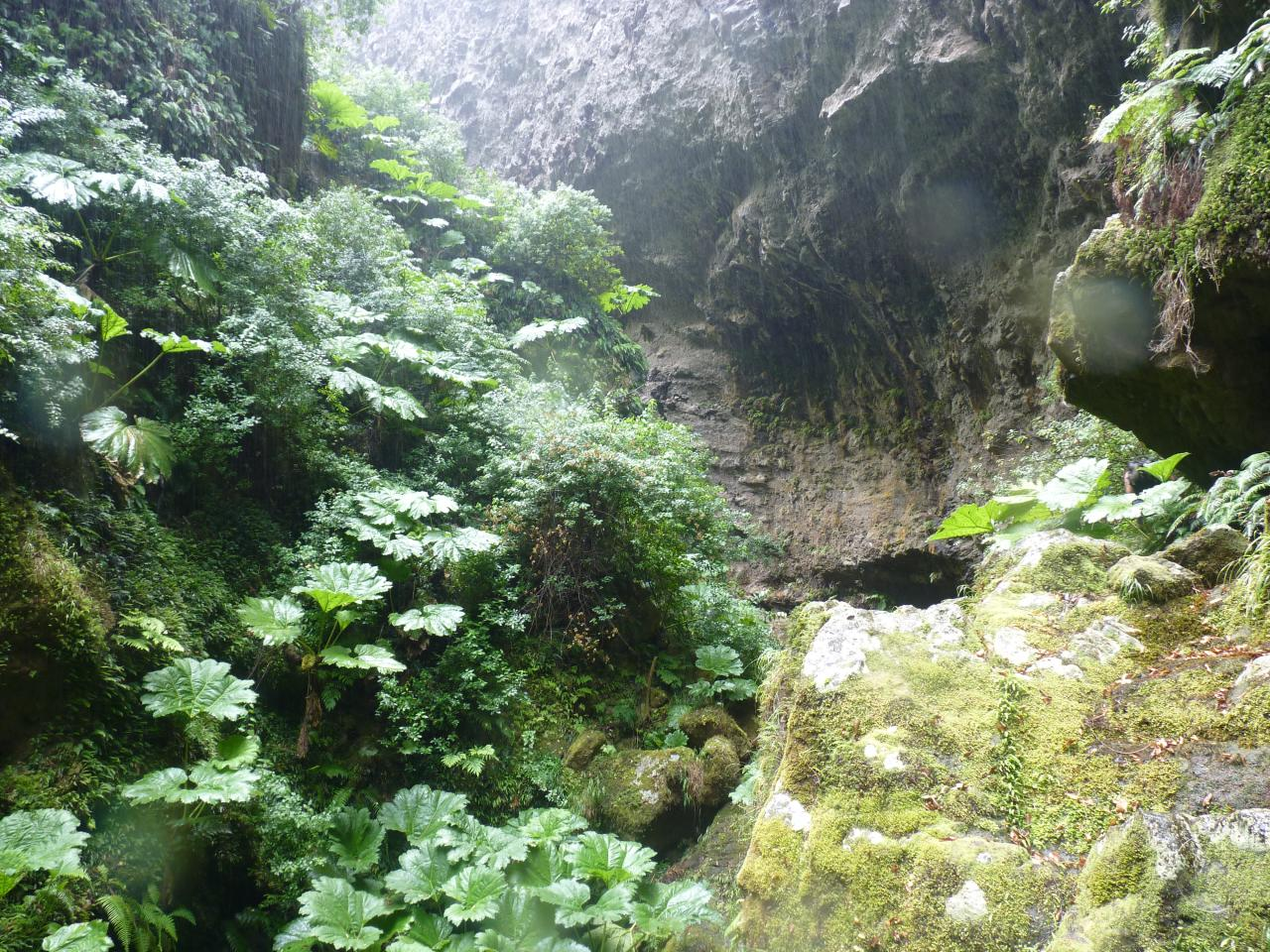
Alejandro Selkirk-sziget
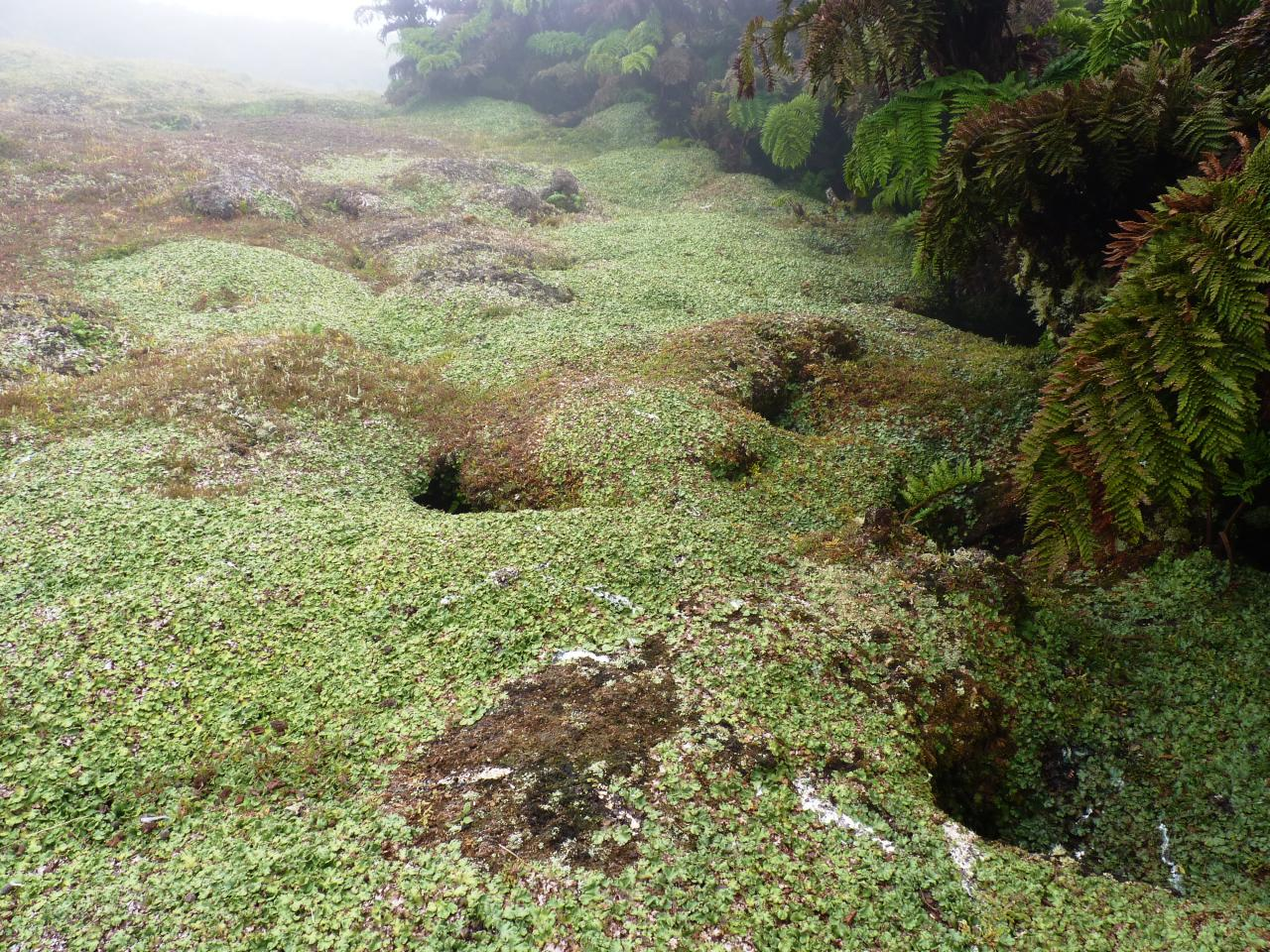
Májmohaszőnyeg
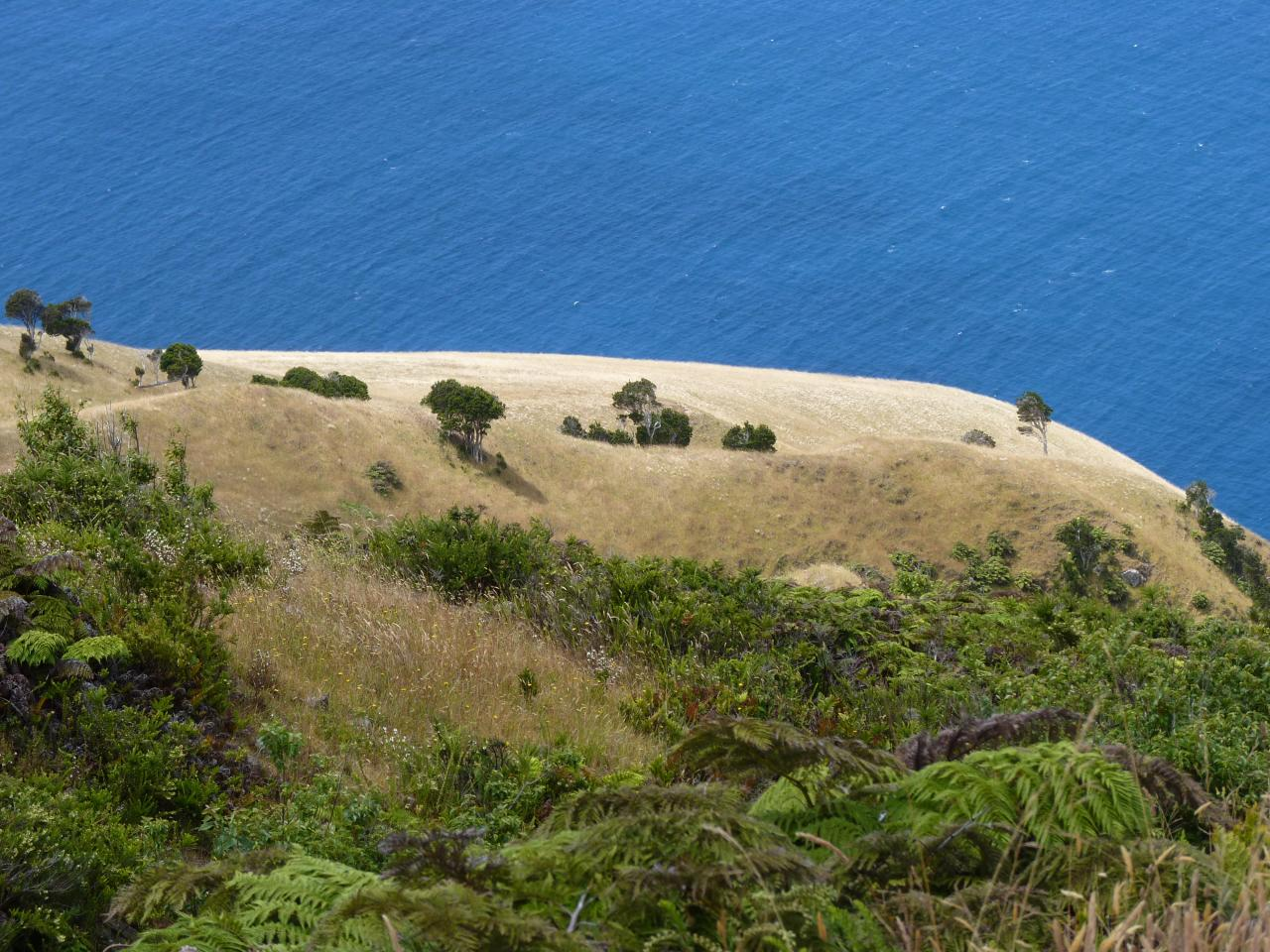
Meredek hegyoldal
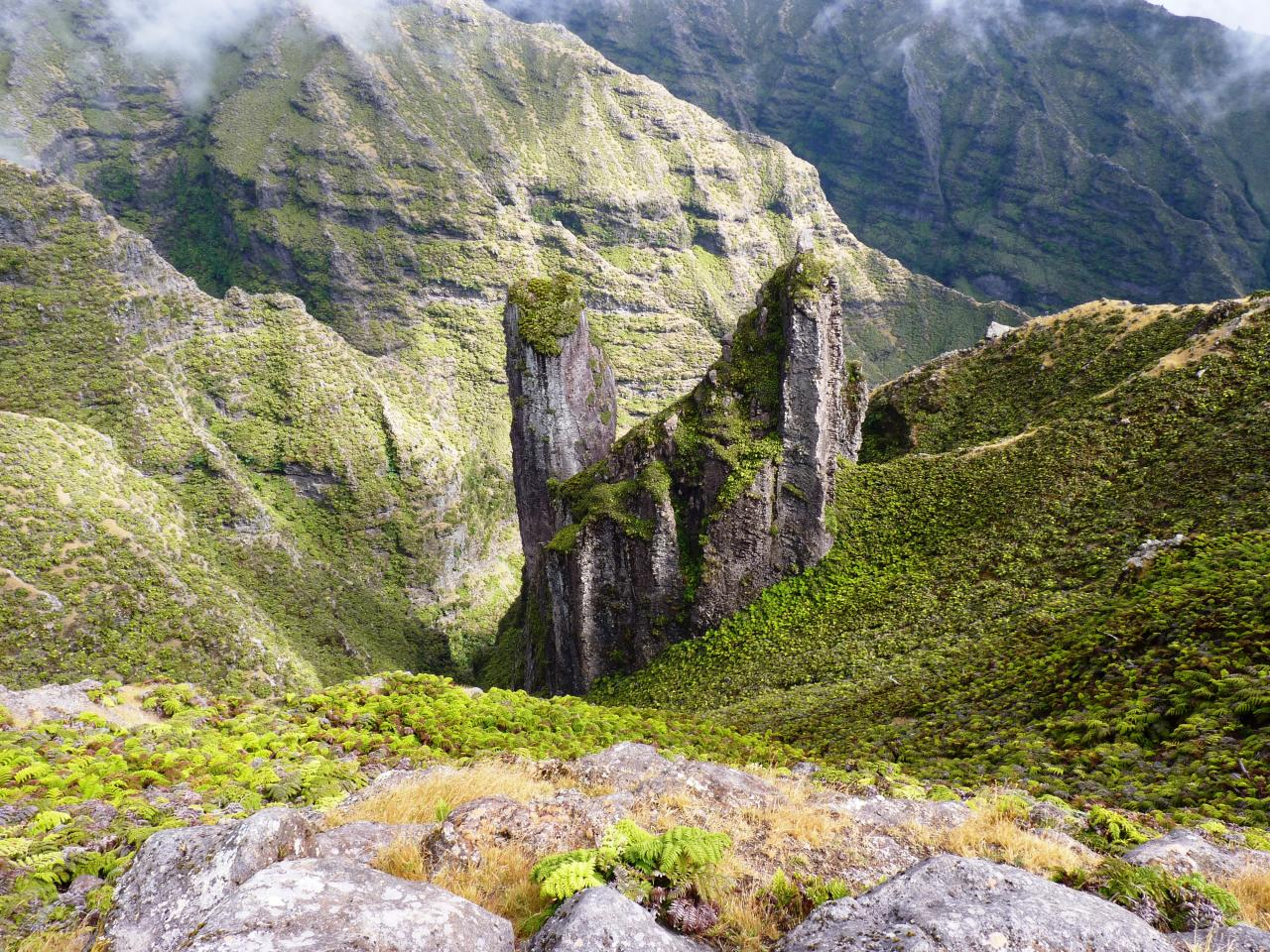
Tres Torres
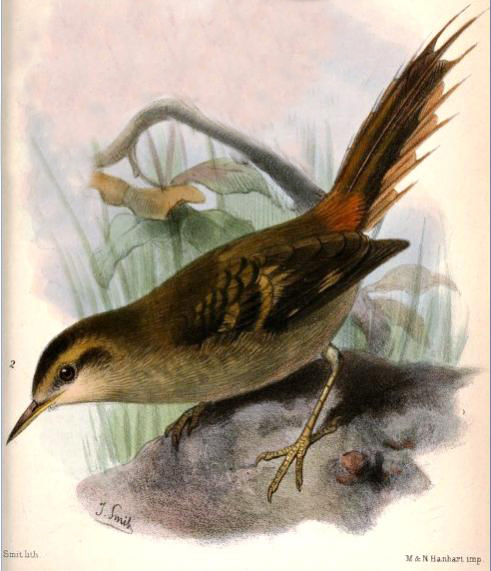
Aphrastura masafuerae

## Linkek
- Alejandro Selkirk az Oikonos.org oldalon, számos fotóval (angol)
- Az EVS-Islands térképei

## Fordítás
- Ez a szócikk részben vagy egészben  az   Alejandro Selkirk című német Wikipédia-szócikk ezen változatának fordításán alapul.  Az eredeti cikk szerkesztőit annak laptörténete sorolja fel. Ez a jelzés csupán a megfogalmazás eredetét és a szerzői jogokat jelzi, nem szolgál a cikkben szereplő információk forrásmegjelöléseként.